# C/2006 M4 SWAN
C/2006 M4 (SWAN) è una cometa non periodica con orbita iperbolica.
La cometa ha una denominazione che può trarre in inganno su chi l'ha scoperta: il nome deriva dallo strumento SWAN a bordo della sonda spaziale SOHO. La cometa porta anche il nome non ufficiale di SOHO-1170.

## Storia della scoperta
L'effettiva scoperta nelle immagini riprese da SWAN è merito di due astrofili, lo statunitense Robert D. Matson e l'australiano Michael Mattiazzo.
La cometa fu scoperta inizialmente sulle immagini dello SWAN riprese a partire dal 20 giugno, fu ritrovata su un'immagine presa il 30 giugno con una macchina fotografica dalla Terra e infine confermata definitivamente da Robert H. McNaught il 12 luglio.